# Ernest Genval
Ernest Genval, de son vrai nom Ernest Thiers, né en 1884 à Liège ou à Dison et mort en 1945 au camp de concentration de Dachau, est un chansonnier, un poète et cinéaste belge, surtout connu pour les films tournés au Congo belge entre 1924 et 1938.

## Biographie

### Avant la Première Guerre mondiale
Après avoir suivi quelques cours d'art dramatique au conservatoire durant son service militaire à Bruxelles, il devient comédien de quartier puis chansonnier.

### Première Guerre mondiale
Il est blessé à Liège dès les premières frappes de l'ennemi, mais devient, à la proposition du Ministre de la Guerre Charles de Broqueville, "chansonnier de l'armée". Il fait équipe avec le peintre Fernand Allard l'Olivier dans une section de propagande et d'organisation des loisirs du soldat en campagne. Il donne plus de 8000 représentations durant la guerre. De petits recueils de chansons, 20 chansons de guerre, 60 chansons patriotiques paraissent. Après la guerre ile les regroupe dans une livre "La chanson des Jasses: recueil de chansons et poèmes de guerre dits par l'auteur aux soldats de l'armée belge en campagne: Yser 1916, 1917, 1918".

### Après la guerre
En 1924 Genval prend la route et visite le Maroc, l'Algérie et la Tunisie puis le Congo belge où il fait une tournée en tant que chansonnier. Le Congo lui inspire des chansons, un projet de comédie musicale et même un livre : Trois dans un poste.
Rentré en Belgique, il rencontre Victor Morin, opérateur de cinéma, et avec son assistance tourne de petits films publicitaires et un long métrage, La Ferme Bécasse, aujourd'hui perdu.

### Un cinéaste au service de la métropole
En 1925 Ernest Genval retourne au Congo belge avec Morin dans le cadre d'une mission cinématographique du Gouvernement belge. Pendant un an ils sillonnent le pays avec une caméra et réalisent une série de petits films notamment pour le compte d'entreprises. Une grande banque au Congo Belge, De Boma à Tshela par le chemin de fer du Mayumbeou encore Un grand élevage au Congo belge. Son premier long documentaire est Le Congo qui s’éveille (1927) est ainsi « un hymne aux réalisations civilisatrices, technico-industrielles et médicales de la Belgique dans la colonie ».. Ce film, distribué par Gaumont-Metro-Goldwyn lui assure une renommée internationale.
En 1927-28, Genval repart dans le cadre d'une mission de propagande pour le gouvernement belge. Il dispose sur place de nombreuses commodités de voyage. Il acquiert sur place une réputation d'amuseur public et de brave type, bon-enfant.
En 1929 il réalise pour le Ministère des Colonies un reportage de propagande intitulé L’œuvre civilisatrice de la Belgique au Congo, puis un film plus personnel Congo, cœur de l'Afrique.
De retour en Belgique, entre 1930 et 1935 il réalise plusieurs films :  Le raisin belge, Le cheval de trait.
En 1936 il retourne une dernière fois au Congo et tourne à nouveau toute une série de courts-métrages, dont certains consacrés aux populations autochtones, comme  Arts indigènes et Quand le nègre danse.

### Seconde Guerre mondiale
Lorsque le Seconde Guerre mondiale éclate, Genval rejoint la Résistance, participe au journal interdit Le Belge, et est arrêté en 1942 par la Gestapo. Il meurt du typhus en 1945 à Dachau.

## Filmographie sélective
Sur les quelque soixante films qu'il tourna, une trentaine sont parvenus jusqu'à nous.
Son œuvre cinématographique cadre avec le cinéma colonial et intéresse l'historien et l’africaniste. Dans le cadre du débat passionné sur le colonialisme et la décolonisation en Afrique centrale, ces films documentaires se révèlent d'une grande richesse documentaire. C'est pour cette raison que plusieurs copies de ses films, dont La Belgika (La Belgika à Stanleyville et dans l'île Bertha) tourné en 1925, ont été restaurées par la Cinémathèque royale de Belgique,.
- 1909 : Circuit européen d'aviation - étape Liège-Spa-Liège[réf. nécessaire]
- 1925 : Arsène Lapin au pays de Liège avec Charles Rigault et Gaby Damah, sortie le 24 août 1925, entièrement tourné à Verviers[6]
- 1926 : De Boma à Tshela par la voie du Mayumbe
- 1926-1928 : De Stanleyville à Bukama par la voie des Grands Lacs - CR par la CRB à partir d'une copie nitrate des collections de la BRT - muet / tit. fr.
- 1930 : Congo, cœur de l'Afrique - CR par la CRB à partir d'une copie nitrate des collections de la BRT - muet / tit. angl.
- 1935 : Le diamant - CR par la CRB à partir d'une copie nitrate des collections du Musée royal de l’Afrique centrale - vers. fr./ 23'
- 1936-1938 : Avec les hommes de l'eau - muet / tit. fr.